# Bibi a Tina
Bibi a Tina (v německém originále Bibi und Tina) je německý animovaný televizní seriál vysílaný stanicí ZDF mezi lety 2004 a 2008. V Česku jej vysílal dětský kanál Minimax. Je o dvou dívkách, které žijí na statku Martincových, kde zažijí spoustu dobrodružství. Mají koně a mnoho dobrých kamarádů.

## Seznam dílů
| Díl | Německý název             | Český název |
| --- | ------------------------- | ----------- |
| 1   | Das Fohlen                |             |
| 2   | Amadeus ist krank         |             |
| 3   | Papi lernt reiten         |             |
| 4   | Das Zirkuspony            |             |
| 5   | Das Heiderennen           |             |
| 6   | Der Abschied              |             |
| 7   | Tina in Gefahr            |             |
| 8   | Der Hufschmied            |             |
| 9   | Der fliegende Sattel      |             |
| 10  | Das Zeltlager             |             |
| 11  | Papis Pony                |             |
| 12  | Der Liebesbrief           |             |
| 13  | Die Wildpferde Teil 1     |             |
| 14  | Die Wildpferde Teil 2     |             |
| 15  | Der rote Hahn             |             |
| 16  | Alle lieben Knuddel       |             |
| 17  | Das Herbst-Turnier        |             |
| 18  | Die Lipizzaner            |             |
| 19  | Der große Bruder          |             |
| 20  | Mami siegt                |             |
| 21  | Felix reißt aus           |             |
| 22  | Mikosch kehrt zurück      |             |
| 23  | Ein Pferd für Tante Paula |             |
| 24  | Der Millionär             |             |
| 25  | Das Weihnachtsfest        |             |
| 26  | Die Osterferien           |             |
| 27  | Der Pferdegeburtstag      |             |
| 28  | Die wilde Meute           |             |
| 29  | Das sprechende Pferd      |             |
| 30  | Eine Freundin für Felix   |             |
| 31  | Die Tierärztin            |             |
| 32  | Das Schmusepony           |             |
| 33  | Alex und das Internat     |             |
| 34  | Das Gespensterpferd       |             |
| 35  | Die falsche Freundin      |             |
| 36  | Das Pferd in der Schule   |             |
| 37  | Der Pferdetausch          |             |
| 38  | Der Glücksbringer         |             |
| 39  | Das Findel-Fohlen         |             |
| 40  | Gefahr für Falkenstein    |             |
| 41  | Der Pferdefasching        |             |
| 42  | Die Super-Ponys           |             |